# گورستان گوور تپه ۲
قبرستان (۲) گوور تپه مربوط به دوران‌های تاریخی پس از اسلام است و در شهرستان تاکستان، بخش ضیاء آباد، روستای بوزندان واقع شده و این اثر در تاریخ ۲۵ خرداد ۱۳۸۱ با شمارهٔ ثبت ۵۷۰۳ به‌عنوان یکی از آثار ملی ایران به ثبت رسیده است.